# Op Burenbrug
De Op Burenbrug of Opburenbrug is een brug in de Nederlandse plaats Maarssen.
De boogbrug is een rijksmonument en hij is in 1932 ontworpen door het Bruggenbureau van Rijkswaterstaat. De bouw ving nog dat jaar aan waarbij gewapend beton en staal zijn toegepast voor de constructie. De ligging is bij het sluiscomplex dat het Amsterdam-Rijnkanaal met de rivier de Vecht verbindt. Over de brug loopt de Straatweg. 
De brug is niet beweegbaar maar kende een voorganger in de vorm van een ophaalbrug die gebouwd was rond 1891 toen onder meer ook het kanaal en de sluis werden aangelegd.

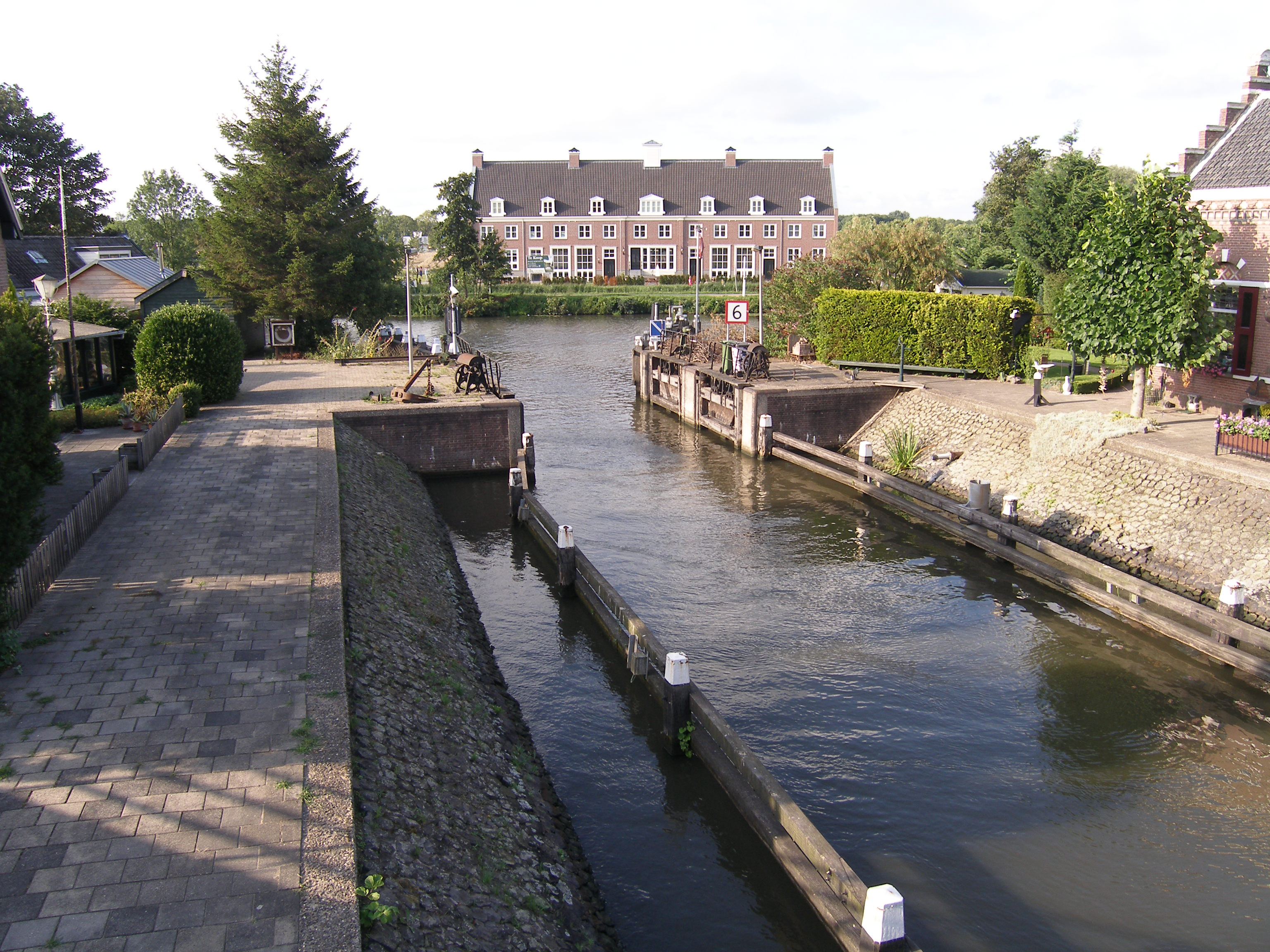
Deel van het sluiscomplex richting de Vecht.
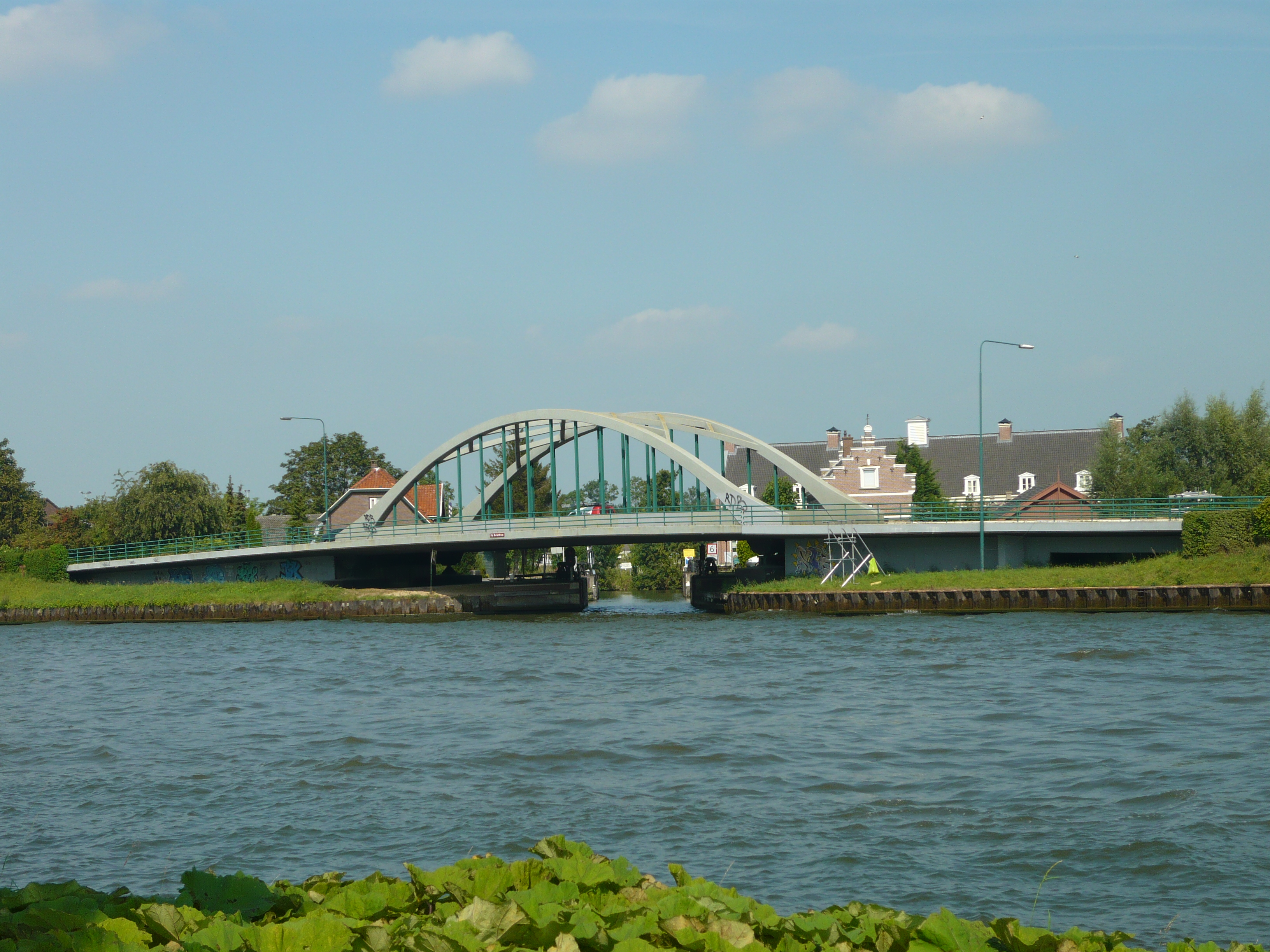
Op Burenbrug met op de voorgrond het Amsterdam-Rijnkanaal